# Mexicaanse algemene verkiezingen 2012
Op zondag 1 juli 2012 vonden er in Mexico algemene verkiezingen plaats. Er werd gestemd voor:
- Een president, de opvolger van Felipe Calderón. De president zal voor 6 jaar dienen.
- 500 leden voor de kamer van afgevaardigden. 300 worden via kiesdistricten gekozen en 200 worden door evenredige vertegenwoordiging bepaald. De afgevaardigden zullen 3 jaar dienen.
- 128 senatoren. Elke staat levert 3 senatoren, de overigen worden via nationale lijsten gekozen. De senatoren zullen 6 jaar dienen.

Tegelijkertijd vonden er gouverneursverkiezingen plaats in Jalisco, Guanajuato, Morelos, Chiapas, Tabasco en Yucatán en werd in Mexico-Stad een nieuwe burgemeester gekozen. Verder vonden er in veel staten verkiezingen plaats voor gemeentebesturen.

## Campagne

### Kandidaten
De volgende politici waren kandidaat bij de presidentsverkiezingen van 2012:
- Josefina Vázquez Mota, voormalig minister van onderwijs, kandidaat voor de Nationale Actiepartij (PAN). Zij versloeg in de voorverkiezingen voormalig minister van binnenlandse zaken en voormalig kamervoorzitter Santiago Creel en voormalig minister van financiën Ernesto Cordero. Vázquez Mota was de eerste vrouwelijke presidentskandidaat voor een grote partij en partijgenote van uitgaand president Felipe Calderón.
- Enrique Peña Nieto, voormalig gouverneur van Mexico was kandidaat voor de Institutioneel Revolutionaire Partij (PRI) en de Groene Ecologische Partij van Mexico (PVEM). Zijn enige tegenstrever Manlio Fabio Beltrones had zich uit de voorverkiezingen teruggetrokken.
- Andrés Manuel López Obrador, voormalig burgemeester van Mexico-Stad, was kandidaat voor de Partij van de Democratische Revolutie (PRD), de Partij van de Arbeid (PT) en de Partij van de Burgerbeweging (PMC). López Obrador was zes jaar eerder ook al kandidaat maar werd toen met een flinterdunne marge verslagen door Calderón. López Obrador weigerde echter de uitslag te erkennen. López Obrador's enige tegenkandidaat in de voorverkiezingen was Marcelo Ebrard.
- Gabriel Quadri de la Torre was kandidaat voor de Nieuwe Alliantie (PANAL).

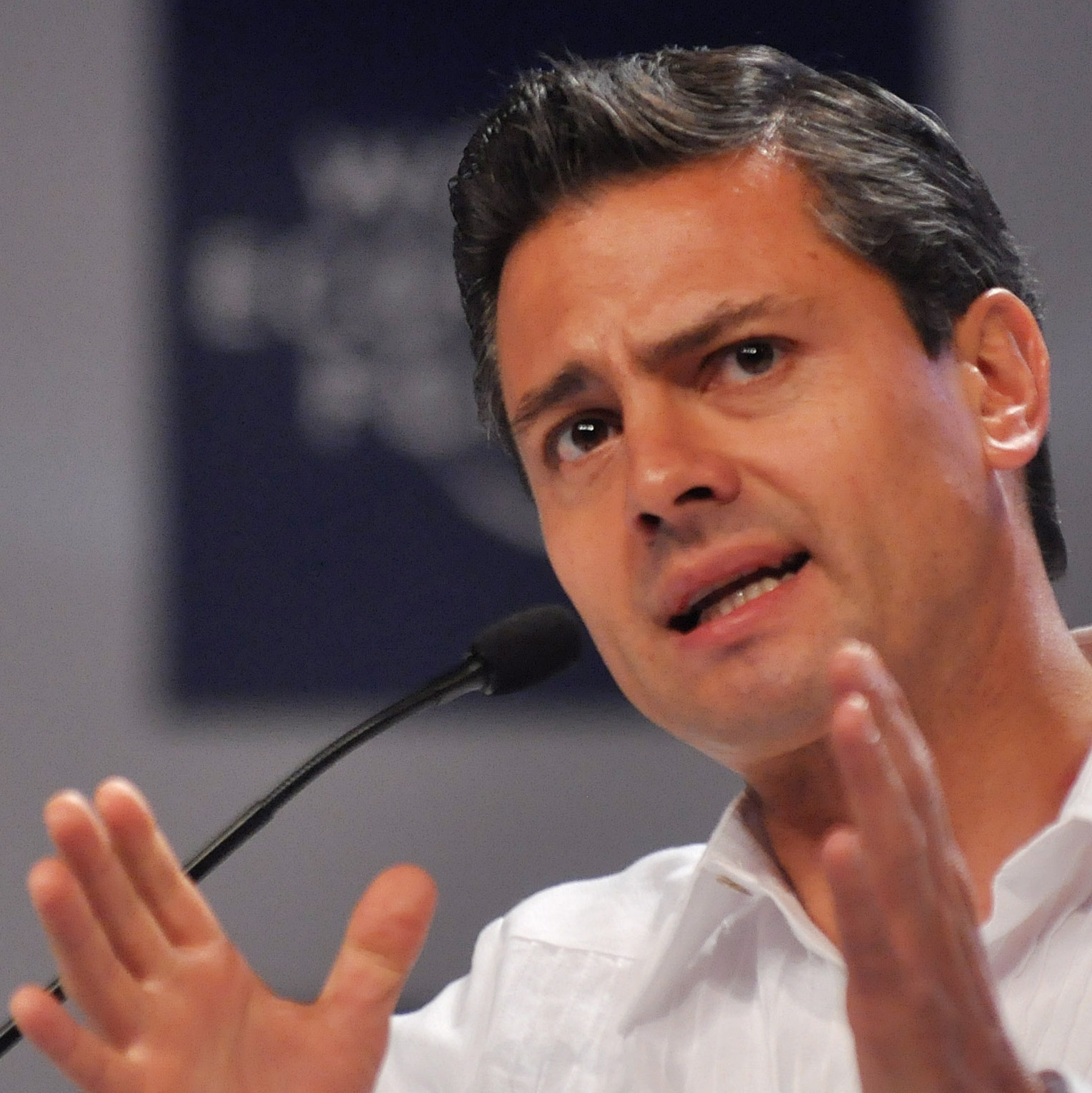
Enrique Peña Nieto
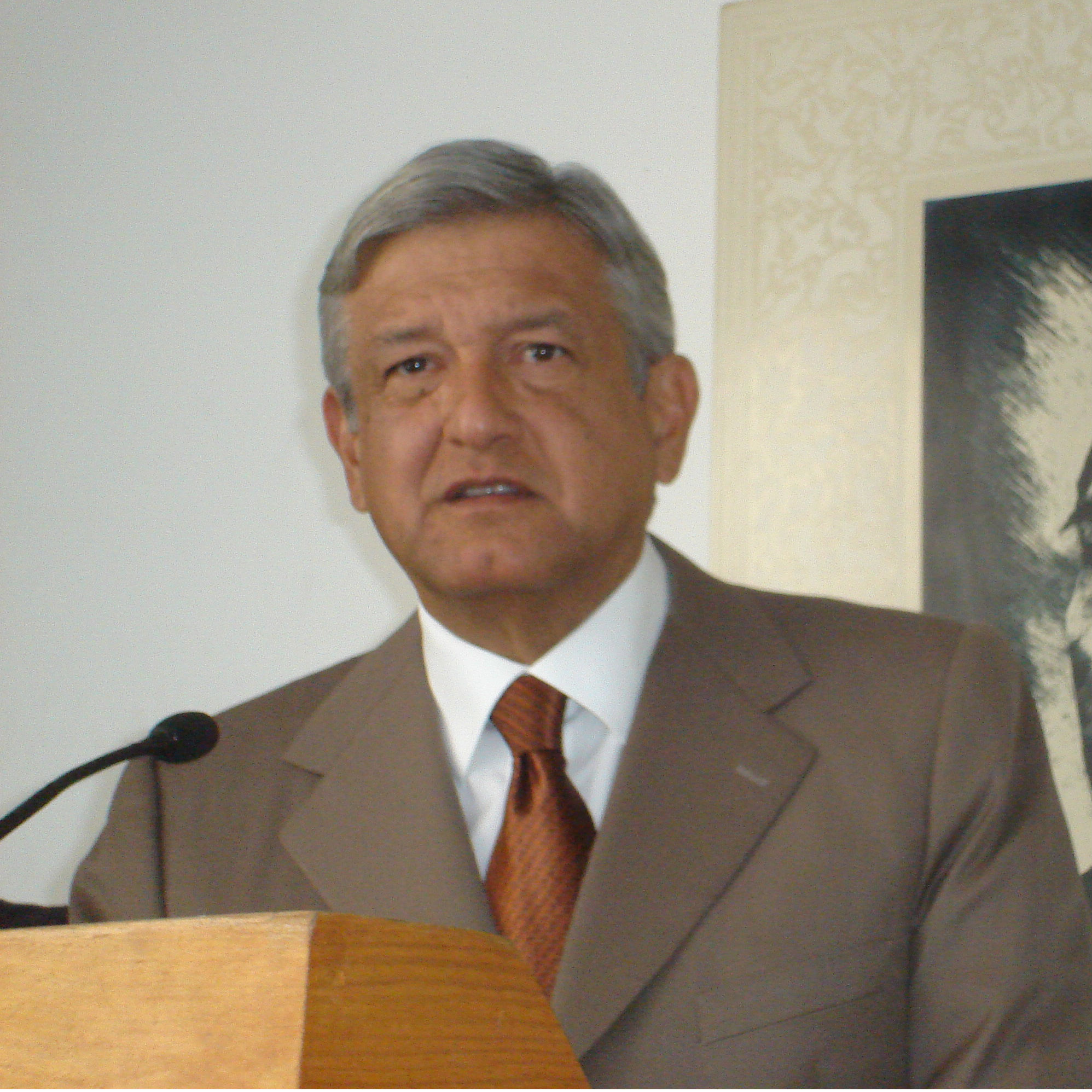
Andrés Manuel López Obrador
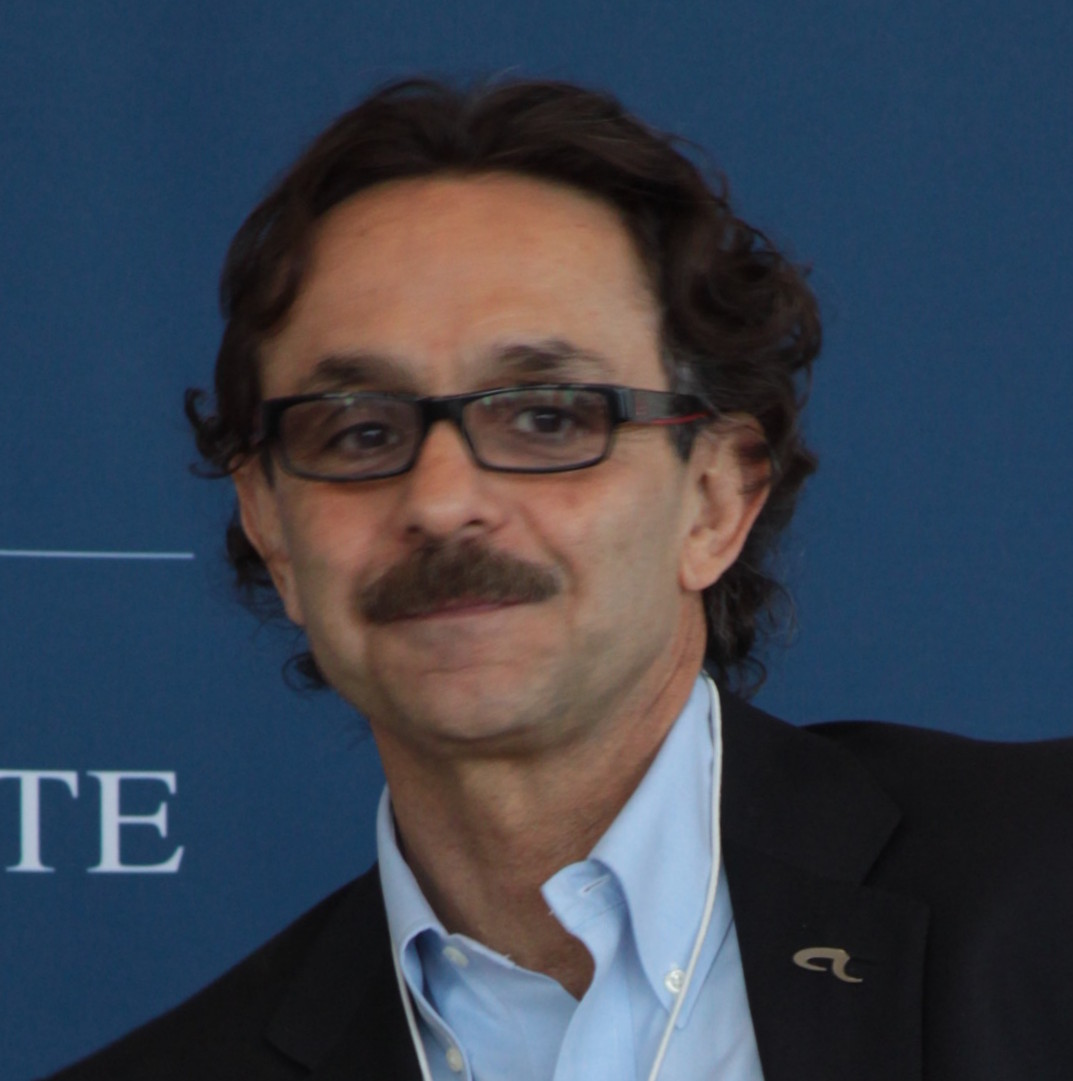
Gabriel Quadri
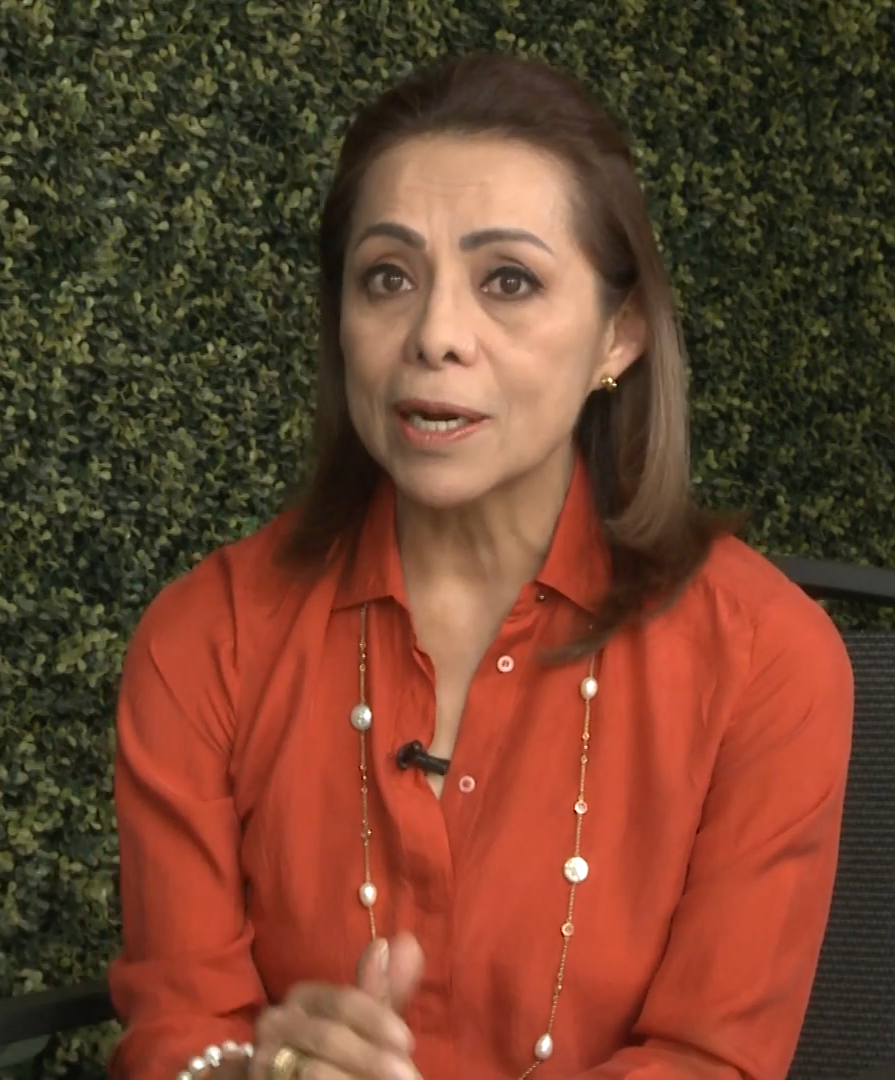
´Josefina Vázquez Mota

### Peilingen
De peilingen wezen al ruim voor het begin van de verkiezingsstrijd op een ruime overwinning voor Peña Nieto. Al ruim voor hij zijn kandidatuur bekendmaakte was duidelijk dat hij het presidentschap ambieerde en werd hij gezien als favoriet. Peña gold al tijdens zijn termijn als gouverneur van de staat Mexico, qua bevolking de grootste van het land, als populairste politicus van het land; de enige die volgens peilers een kansje zou hebben Peña te verslaan was burgemeester Marcelo Ebrard van Mexico-Stad, die echter niet genomineerd werd door zijn partij. Vanaf het begin van de verkiezingcampagne kon Peña rekenen op zo'n 40-45% van de zetels in de peilingen, ruim meer dan Vázquez Mota en López Obrador die op 20-30% bleven steken. Veel aanhangers van López Obrador beweren echter dat de peilingen gemanipuleerd waren en publiceerden peilingen waarin López Obrador met een krappe marge zou winnen.

## Officiële uitslagen

### Presidentsverkiezingen
| Partij/Alliantie | Kandidaat                   | Stemmen    | Percentage |
| --- | --------------------------- | ---------- | ---------- |
| Nationale Actiepartij (PAN) | Josefina Vázquez Mota       | 12,732,630 | 25,39%     |
| Belofte voor Mexico (Institutioneel Revolutionaire Partij (PRI), Groene Ecologische Partij van Mexico (PVEM))                      | Enrique Peña Nieto          | 19,158,592 | 38,20%     |
| Progressieve Beweging (Partij van de Democratische Revolutie (PRD), Partij van de Arbeid (PT), Partij van de Burgerbeweging (PMC)) | Andrés Manuel López Obrador | 15,848,827 | 31,60%     |
| Nieuwe Alliantie (PANAL) | Gabriel Quadri de la Torre  | 1,146,085  | 2,28%      |
| niet-geregistreerde kandidaten |                             | 20,625     | 0,04%      |
| ongeldige stemmen |                             | 1,236,857  | 2,46%      |

### Kamer van Afgevaardigden
| Partij/Alliantie | Zetels                                | Percentage |
| --- | ------------------------------------- | ---------- |
| Nationale Actiepartij (PAN) | 114 (-28)                             | -,-%       |
| Belofte voor Mexico Institutioneel Revolutionaire Partij (PRI) Groene Ecologische Partij van Mexico (PVEM)                     | 241 (-23) 212 (-30) 29 ( +7)          | -,-%       |
| Progressieve Beweging Partij van de Democratische Revolutie (PRD) Partij van de Arbeid (PT) Partij van de Burgerbeweging (PMC) | 135 (+52) 104 (+41) 15 ( +1) 16 (+10) | -,-%       |
| Nieuwe Alliantie (PANAL) | 10 (+2)                               | -,-%       |
| Niet-ingeschreven kandidaten                                                                                                   | -                                     | -,-%       |
| Ongeldig | -                                     | -,-%       |

### Kamer van Senatoren
| Partij/Alliantie | Zetels                   | Percentage |
| --- | ------------------------ | ---------- |
| Nationale Actiepartij (PAN) | 38 (-)                   | -,-%       |
| Belofte voor Mexico Institutioneel Revolutionaire Partij (PRI) Groene Ecologische Partij van Mexico (PVEM)                     | - (-) 52 (-) 9 (-)       | -,-%       |
| Progressieve Beweging Partij van de Democratische Revolutie (PRD) Partij van de Arbeid (PT) Partij van de Burgerbeweging (PMC) | - (-) 22 (-) 5 (-) 1 (-) | -,-%       |
| Nieuwe Alliantie (PANAL) | 1 (-)                    | -,-%       |
| Niet-ingeschreven kandidaten                                                                                                   | -                        | -,-%       |
| Ongeldig | -                        | -,-%       |

1917 · 1920 · 1922 · 1924 · 1926 · 1928 · 1929 · 1930 · 1932 · 1934 · 1937 · 1940 · 1943 · 1946 · 1949 · 1952 · 1955 · 1958 · 1961 · 1964 · 1967 · 1970 · 1973 · 1976 · 1979 · 1979 · 1982 · 1985 · 1988 · 1991 · 1994 · 1997 · 2000 · 2003 · 2006 · 2009 · 2012 · 2015 · 2018 · 2021 · 2024 · 2027